# Bostadsstiftelsen Platen
Bostadsstiftelsen Platen är en kommunal bostadsstiftelse i Motala. Stiftelsen är den största hyresvärden i Motala. 